# Schiffe im Hafen am Abend
Schiffe im Hafen am Abend ist ein Bild des Malers Caspar David Friedrich aus dem Jahr 1828. Es hängt in der Galerie Neue Meister in Dresden.

## Bildbeschreibung
Das Bild zeigt einen Hafen sowie Schiffe, die sich diesem nähern. Es handelt sich wahrscheinlich um Fischerboote; dies wird durch sich dahinter befindliche Reusen angedeutet. Dunkle Wolken schweben über dem ebenfalls düsteren Wasser, das gerade noch die letzten Strahlen der Abendsonne reflektiert. Nur auf den heranfahrenden Schiffen sind vereinzelt Personen zu erkennen. Das Bild ist ziemlich exakt zweigeteilt, der untere Teil wird vom Land und dem Meer bis zur Horizontgrenze eingenommen, der obere enthält den gesamten Abendhimmel mit Sonne und Wolken.
In regelmäßigen Abständen nähern sich dem Hafen von Horizont aus Schiffe, die durch die Perspektive irgendwann unendlich klein werden. Die dicht beieinander stehenden Schiffe im Hafen bilden eine Einheit und haben den um ein Vielfaches größeren dunklen Himmel über sich.

## Bilddeutung
Das Motiv des Hafens als Beginn und Ende von Schiffsfahrten erscheint in mehreren Bildern Friedrichs, er ist Sammel- und Ruheort und in der Bedeutung als Lebenshafen Ursprung und Ziel des Erdenwandels.

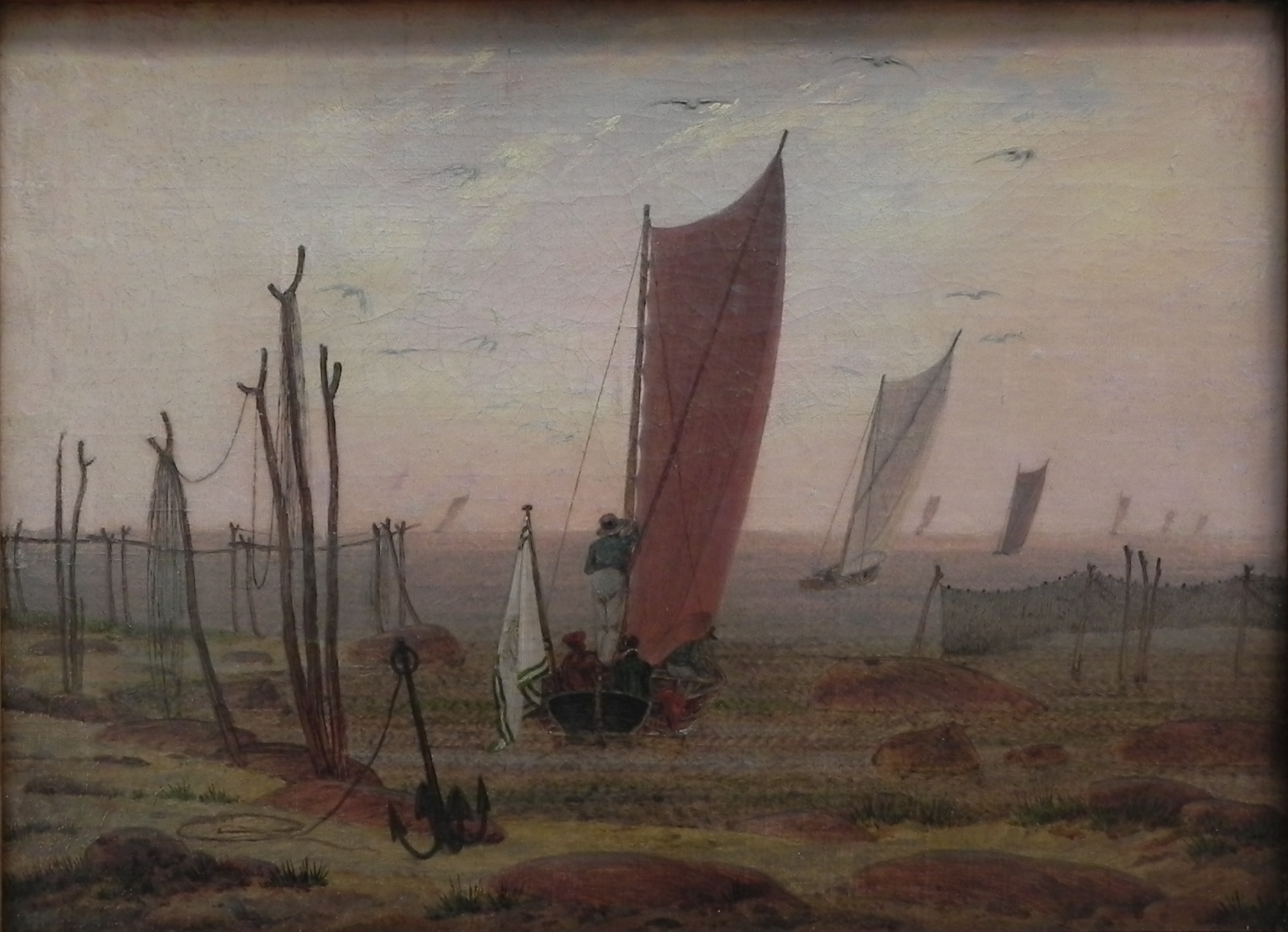
Morgen (Ausfahrende Boote)
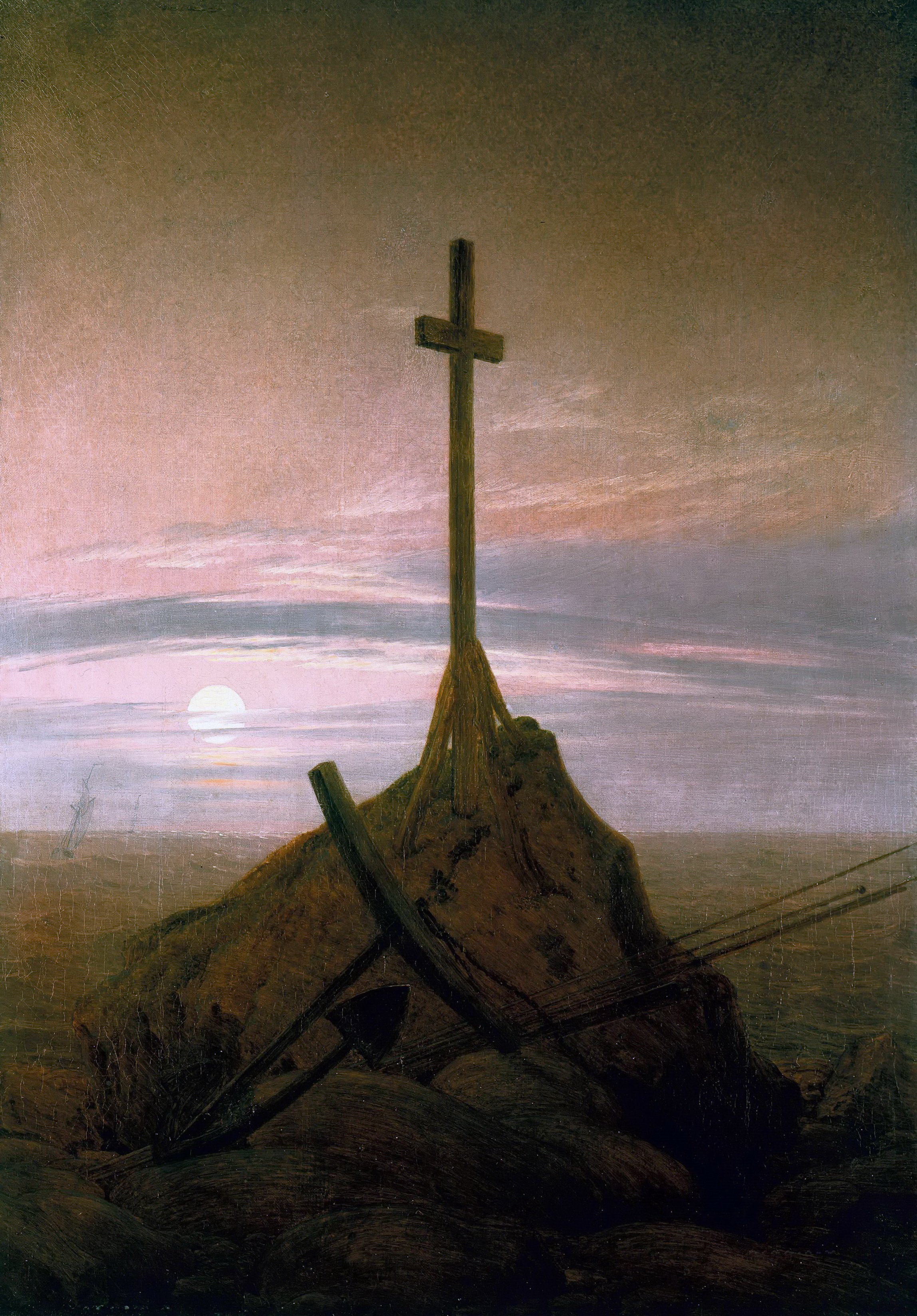
Kreuz an der Ostsee
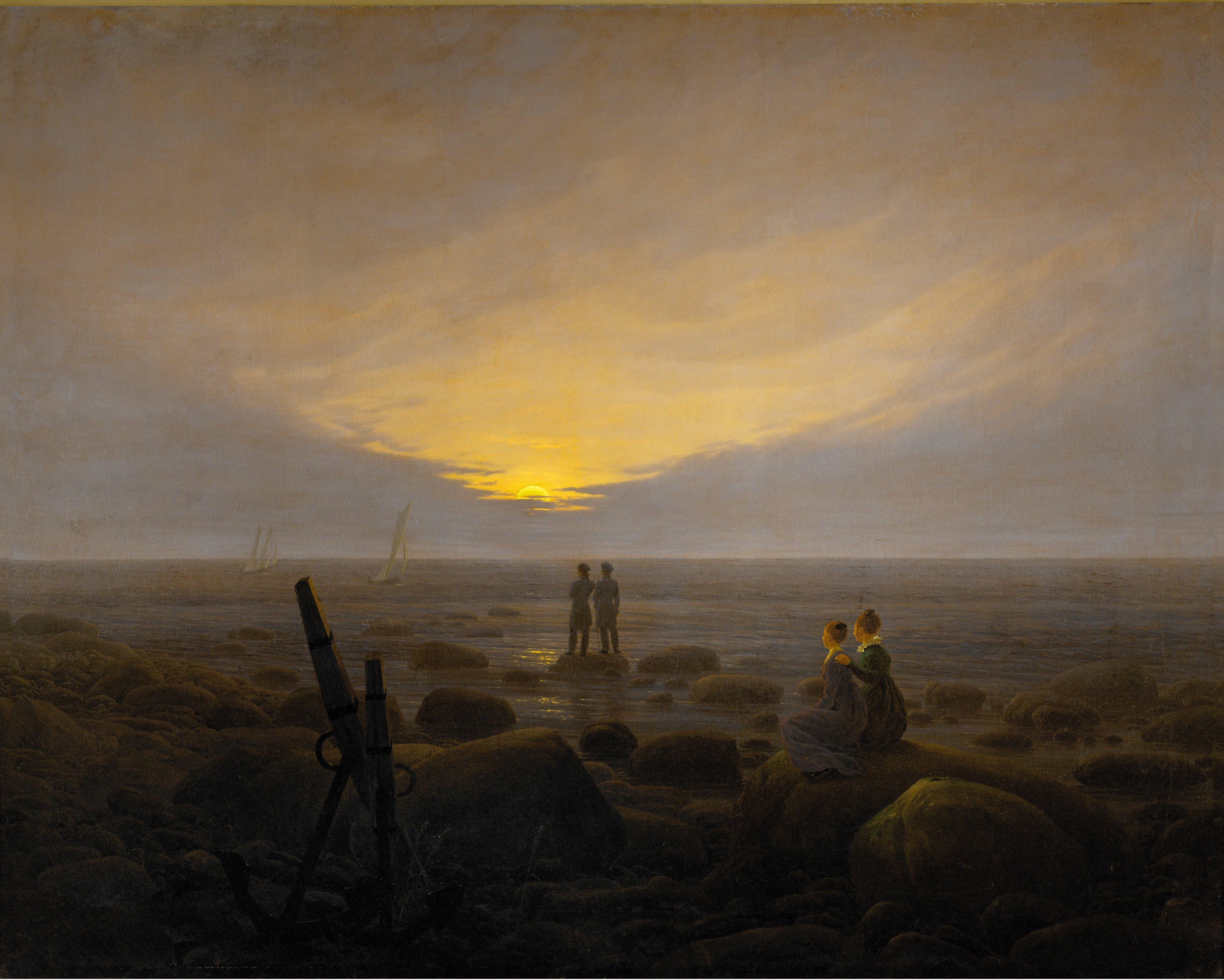
Mondaufgang über dem Meer
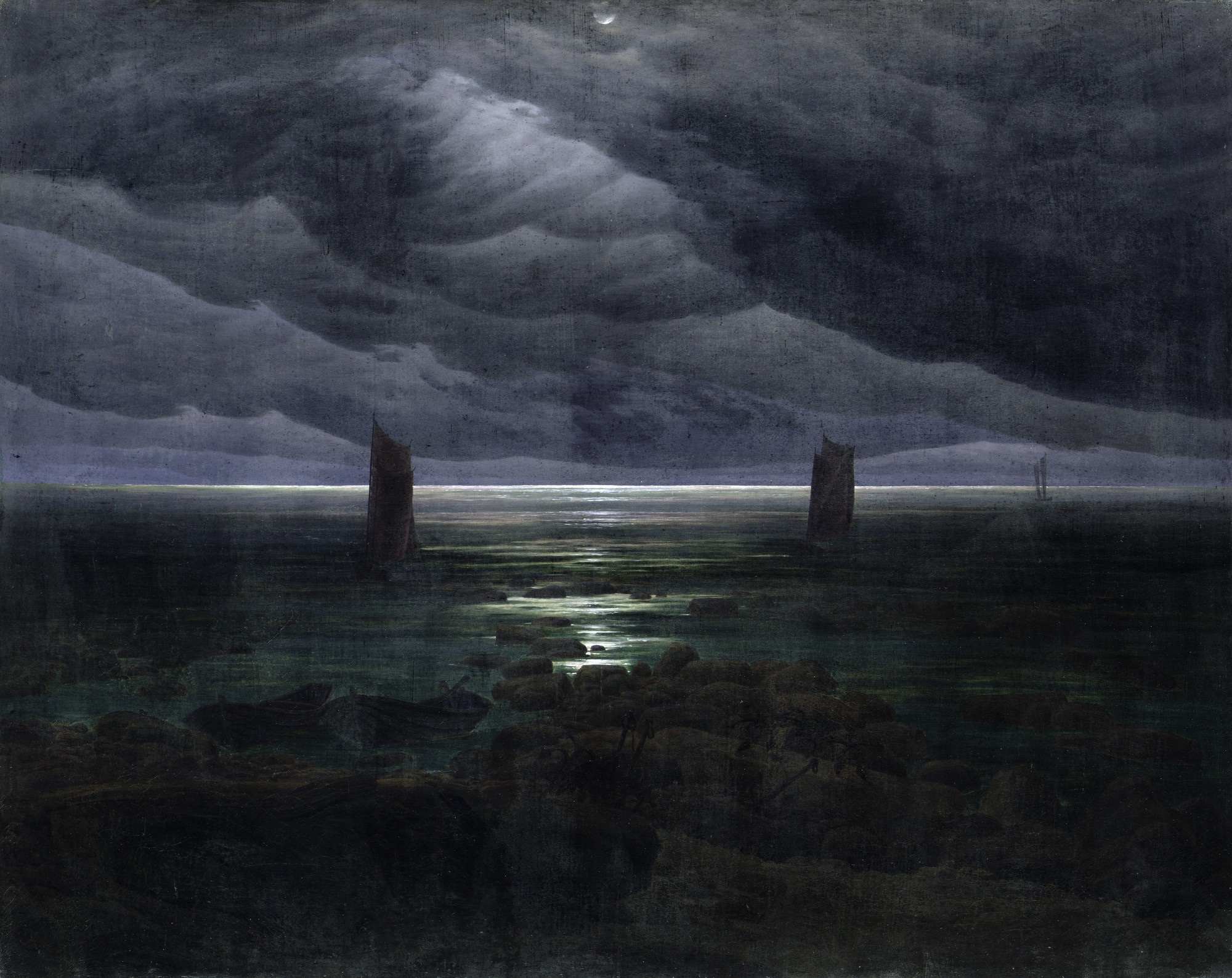
Meeresufer im Mondschein

Der Bildinhalt erschließt sich durch die Kenntnis der  Entstehungsgeschichte des Bildes. 1828 wurde es im Auftrag des Lützschenaer Unternehmers und Kunstsammlers Maximilian Speck von Sternburg gemalt und mit einer diesbezüglichen Widmungsinschrift auf dem Rumpf des Bootes im Vordergrund, „Maxn v. Speck“, versehen. Von diesem Auftraggeber ist bekannt, dass er der Ausrichtung seines Lebens auf den Tod große Bedeutung beimaß und so Besuchern gerne seine zukünftige Grabstätte zeigte. Auch bewahrte er das Herz seiner 1836 verstorbenen Frau in seiner Nähe auf.
Diese Denkweise mag auch für Friedrich nicht fremd gewesen sein, und so konnte in dieser geistigen Symbiose von Auftraggeber und -nehmer ein Werk entstehen, das zu den kompliziertesten Kompositionen gehört, die Friedrich geschaffen hat.

„Die rhythmische Reihe der heimkehrenden Fischerboote durchquert den Hintergrund und zielt nach vorn zum Hafen des Todes. Das vorderste der Boote wird wie von einem Portal empfangen, das durch die symmetrisch zueinander strebenden Formen der Stangen, die an das Häuschen gelehnt sind, und den sich nach rechts neigenden Mast gebildet wird. Die fünf Segel der jenseits der Mole liegenden Schiffe bilden eine symmetrische Gruppe; jedes dieser Segel erhält jedoch einen Richtungswert zur Mitte hin, wo die Sichel des zunehmenden Mondes unter den Wolken hervorscheint.
Dem Reichtum der Formen entspricht das ungewöhnlich intensive Kolorit, bei dem Blauviolett, die Farbe der Trauer, zwar vorherrscht, daneben jedoch bunte Farben von überraschender Glut und Pracht aufleuchten.“

Das Bild wurde schon 1857, kurz nach dem Tode des Besitzers, versteigert.